# Gleiwitz IV
Gleiwitz IV – niemiecki nazistowski podobóz Auschwitz-Birkenau, zlokalizowany w Gliwicach.
Obóz został założony na terenie wznoszonych przez Wehrmacht koszar wojskowych. Pierwszy transport trafił tam w czerwcu 1944, było to 80 więźniów z obozu Monowitz, choć już wcześniej istniał w tej okolicy obóz dla jeńców sowieckich. Mieli oni wybudować baraki dla więźniów, a także ogrodzenie wokół nowego podobozu. Po zakończonych pracach odesłano ich z powrotem. Kolejni więźniowie przybyli do Gleiwitz IV pod koniec sierpnia 1944. W czasie istnienia podobozu średnio przebywało w nim 600 więźniów, głównie polskich, francuskich i węgierskich Żydów, choć przebywali w nim także Węgrzy, Rosjanie, Włosi i Francuzi z francuskiego Ruchu Oporu.
Więźniowie podobozu pracowali w różnych miejscach. Budowali koszary niemieckie, lotnisko, naprawiali wozy wojskowe, a także pomagali w porcie nad Kanałem Gliwickim i przy odgruzowywaniu Gliwic. W obozie panowała wysoka śmiertelność. Co jakiś czas przeprowadzano selekcję – niezdolnych więźniów wywożono do komór gazowych w Birkenau. Złą sławą cieszył się pierwszy komendant obozu Otto Lätsch. Wielokrotnie katował więźniów, kilku z nich zabił z błahych powodów, na przykład z powodu tego, że podeszli do ogniska, aby się ogrzać.
W nocy z 18 na 19 stycznia 1945 nastąpiła ewakuacja więźniów. Planowano z nimi dojść do Blachowni Śląskiej, lecz po dojściu do Sośnicowic zawrócono ich do opróżnionego obozu Blechhammer, gdzie doczekali wyzwolenia. Pozostałych 57 więźniów niezdolnych do marszu zostawiono w izbie chorych, którą następnie komendant obozu kazał podpalić, a osoby próbujące uciec zastrzelić. Masakrę przeżyło tylko dwóch więźniów, którzy ukryli się wśród zwłok.
Do dzisiejszych czasów po podobozie nie zachowało się wiele śladów. Na terenie Gliwickich Zakładów Urządzeń Technicznych pozostały jedynie części ogrodzenia i wieże strażnicze. Na terenie dawnego obozu, przy ulicy Władysława Andersa, w 1979 roku postawiono pomnik ku czci więźniów.